# Міжнародний обмін ув'язненими (2024)

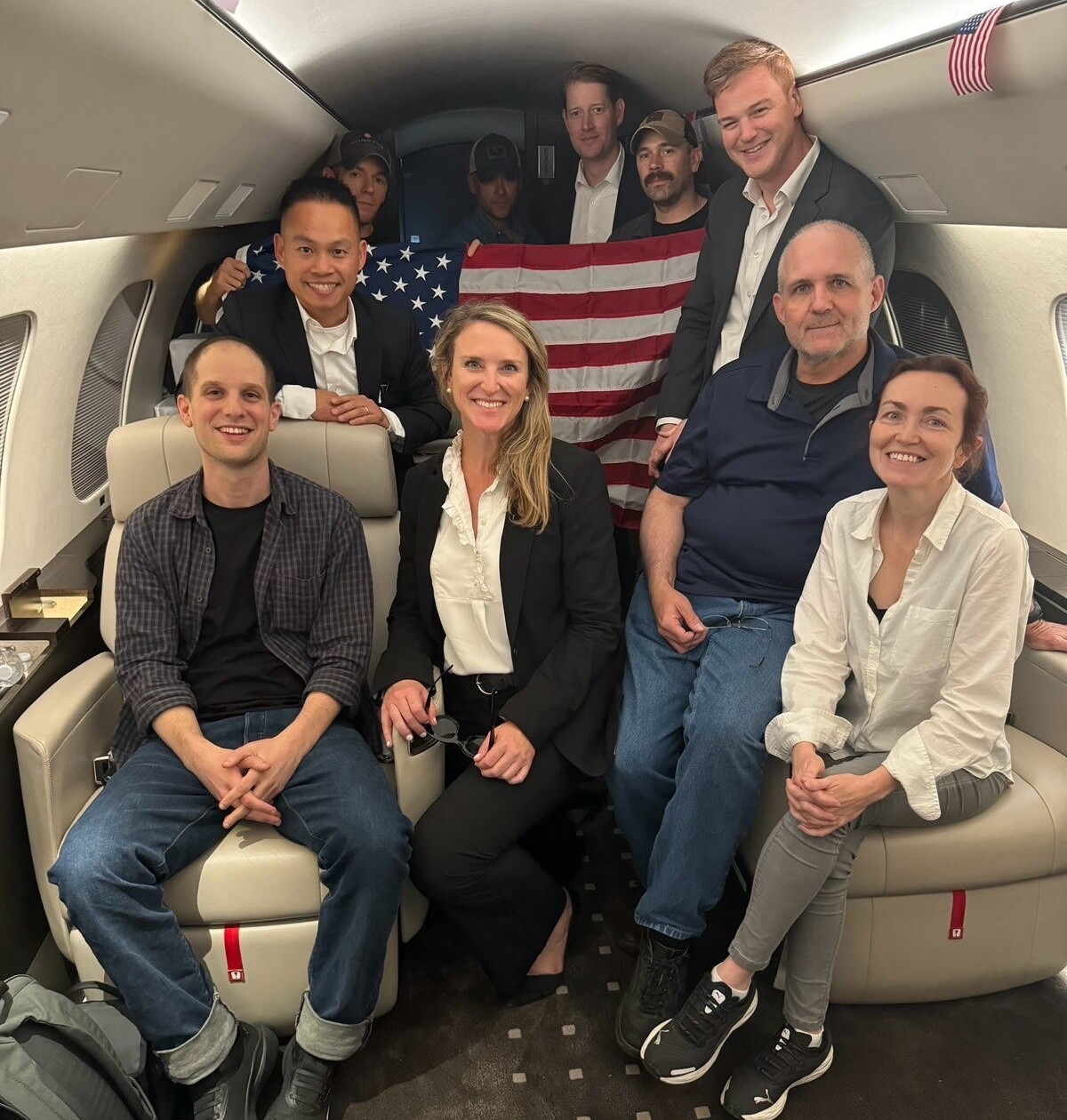
Звільнені американці на зворотному рейсі до США

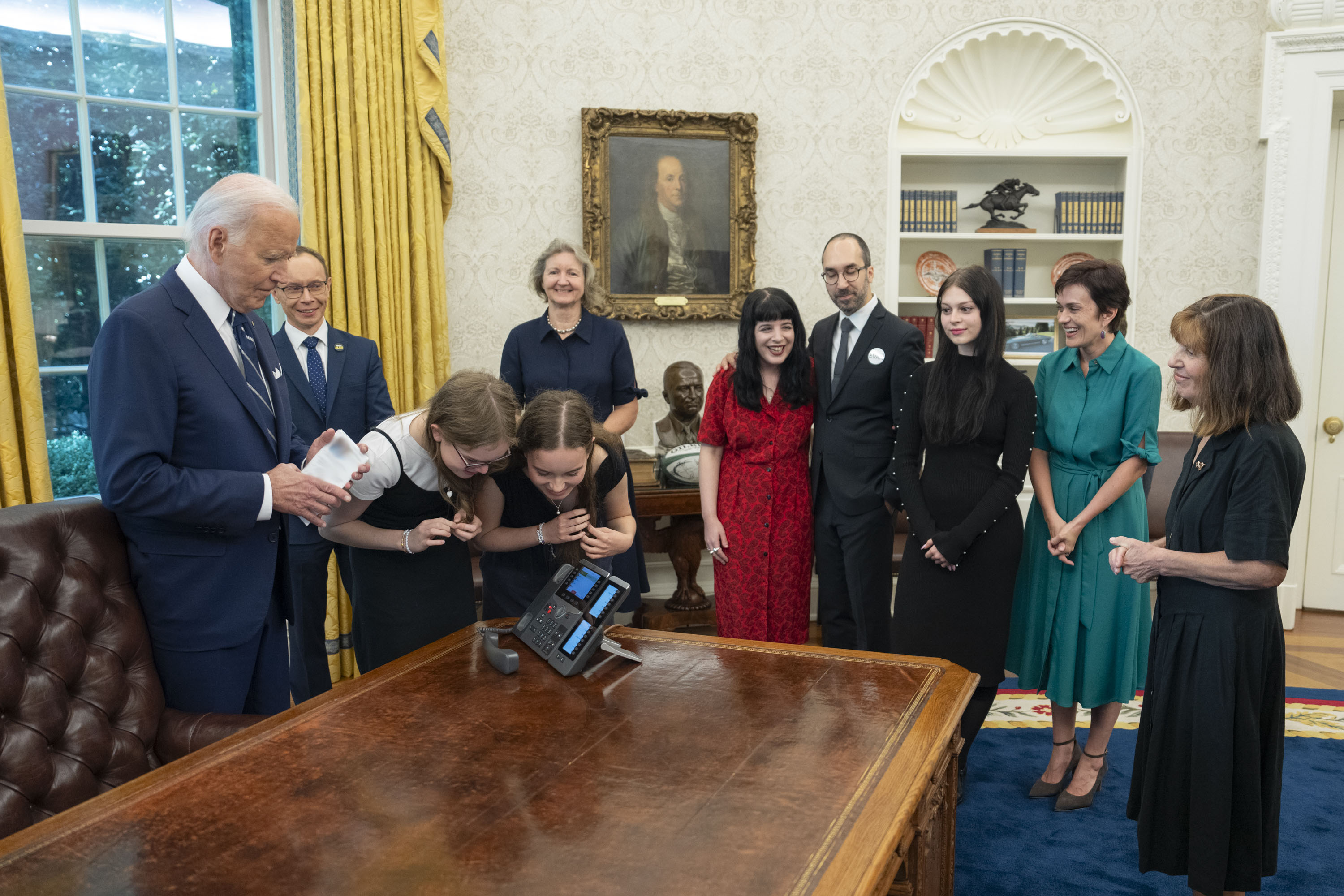
Президент США Байден і члени сімей звільнених з ув'язнення американців розмовляють з ними по телефону в Овальному кабінеті

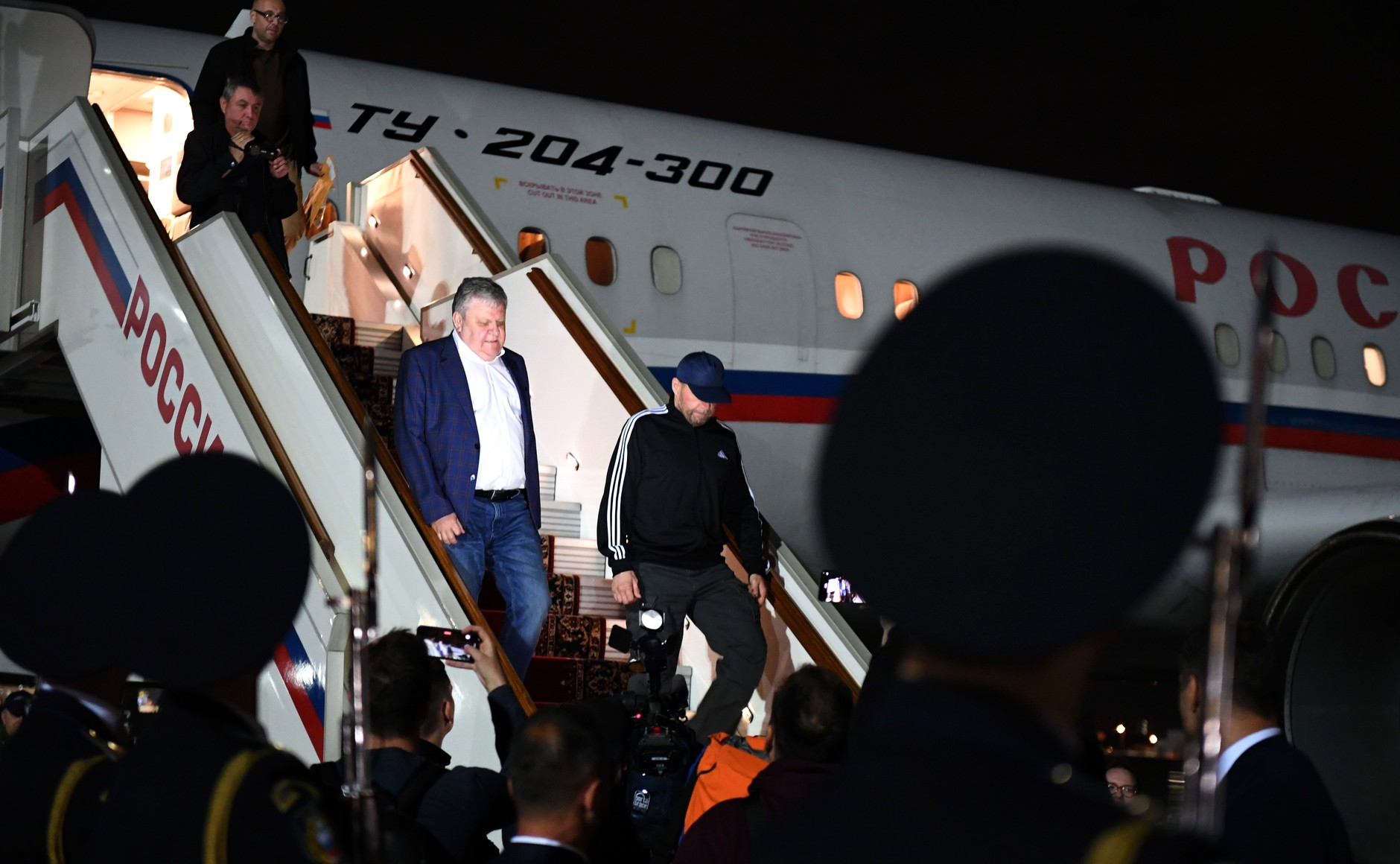
Прибуття Вадима Красікова (у бейсболці) до московського аеропорту Внуково 1 серпня 2024 року після міжнародного обміну полоненими

Найбільший з часу закінчення холодної війни міжнародний обмін ув'язненими відбувся 1 серпня 2024 року. Було звільнено 26 осіб. Росія та Білорусь звільнили 16 затриманих, а США, Німеччина, Польща, Словенія та Норвегія спільно звільнили 8 затриманих і двох неповнолітніх. Серед звільнених були Еван Гершкович, репортер «The Wall Street Journal», і Пол Вілан, колишній морський піхотинець США, кожен з яких отримав по 16 років ув'язнення за шпигунство. Обмін ув'язненими відбувся в Аеропорту Есенбога, Анкара, Туреччина. 8 ув'язнених і 2 дітей подружжя Дульцевих були етаповані до Росії, 13 — до Німеччини, а 3 — до США. Це вважається найбільшим обміном полоненими на сьогоднішній день з моменту саморозпаду Радянського Союзу в 1991 році.

## Передісторія
Переговори про обмін між Росією та Заходом йшли різними каналами кілька років у різних конфігураціях. Так, на початку 2022 року розслідувач Bellingcat Христо Грозев пропонував американській та німецькій стороні здійснити спільний обмін, де ключовою фігурою з боку Заходу був Вадим Красіков, а з боку Росії — Олексій Навальний.
Переговори про обмін ускладнювалися тим, що міністр закордонних справ Німеччини Анналена Бербок вважала, що звільнення Красікова є неприпустимим і є поганим сигналом.
У лютому 2024 року голова Фонду боротьби з корупцією Марія Співчих заявила, що Олексія Навального планувалося обміняти на Вадима Красікова.

## Звільнені особи
Ув'язнені у Росії: 15
- 1. Ілля Яшин — російський опозиційний політик. У грудні 2022 року засуджений до 8,5 років позбавлення волі за поширення військових фейків за відео про різанину в Бучі на своєму YouTube-каналі.
- 2. Пол Вілан — колишній морський піхотинець США. У червні 2020 року був засуджений до 16 років позбавлення волі за звинуваченням у шпигунстві[9].
- 3. Алсу Курмашева — журналістка татаро-башкирської служби Радіо "Свобода". У липні 2024 року була засуджена до 6,5 років позбавлення волі за «законом про фейки» через опубліковану книгу з історіями росіян, які критикують напад на Україну.
- 4. Еван Гершкович — журналіст The Wall Street Journal. 19 липня 2024 року був засуджений до 16 років позбавлення волі за звинуваченням у шпигунстві[10][11].
- 5. Володимир Кара-Мурза — російський опозиційний політик. 17 квітня 2023 року був засуджений до 25 років позбавлення волі за звинуваченням у державній зраді, «закону про фейки» та у співпраці з «небажаною організацією».
- 6. Андрій Пивоваров(інші мови) — російський опозиційний політик, виконавчий директор руху «Відкрита Росія». 22 листопада 2022 року був засуджений до 4 років позбавлення волі за звинуваченням у провадженні діяльності небажаної організації через 30 постів у соцмережах та один репост.
- 7. Олег Орлов — правозахисник, співголова «Меморіалу». У лютому 2024 року був засуджений до 2,5 років позбавлення волі згідно з «законом про фейки» за антивоєнну статтю, в якій назвав «путінський режим тоталітарним та фашистським».
- 8. Олександра (Саша) Скочиленко — художниця. 16 листопада 2023 року була засуджена до 7 років позбавлення волі за статтею за поширення військових «фейків» через розклеювання пацифістських цінників у магазині.
- 9. Лілія Чанишева — російська башкирська політична та громадська діячка, голова штабу Навального в Уфі, засуджена до 9,5 років позбавлення волі та штрафу 400 тисяч рублів за звинуваченням у «створенні екстремістської спільноти».
- 10. Вадим Останін — російський політичний діяч, голова штабу Навального у Барнаулі. Засуджений до 9 років позбавлення волі за організацію екстремістського співтовариства та участь у НКО, яка посягає на права особи.
- 11. Кевін Лік — 19-річного громадянина Росії та Німеччини, засуджений у грудні 2023 року до 4 років позбавлення волі за статтею про державну зраду. За даними ФСБ, «здійснював візуальне спостереження» і фотографував у Майкопі «місця дислокації» російських військ.
- 12. Демурі Воронін — політолог, засуджений до 13 років і 3 місяців позбавлення волі за звинуваченням у державній зраді.
- 13. Ксенія Фадєєва(інші мови) — російська політична діячка, голова штабу Навального у Томську. Засуджена до 9 років позбавлення волі зі штрафом 500 тисяч рублів за «створення ектремістського співтовариства» та участь у НКО, яка «посягає на права громадян».
- 14. Герман Мойжес — юрист, який допомагав росіянам отримати ППП у Євросоюзі. Затриманий у травні 2024 року за підозрою в державній зраді. Вирок не ухвалено.
- 15. Патрік Шебель — турист, затриманий 16 січня 2024 року в петербурзькому аеропорту Пулково з пакетом в якому було шість мармеладних ведмедиків, що містили марихуану. Звинувачувався у контрабанді наркотиків. Вирок не ухвалено.

Ув'язнені в Білорусі: 1
- 1. Ріко Крігер — білоруською владою звинувачений у участі у бойових діях в Україні у складі білоруського підрозділу ім. Кастуся Калиновського. Засуджений до смертної кари за «тероризм», помилуваний за 2 дні до обміну.

Ув'язнені у країнах Заходу: 8
- 1. Вадим Красіков — офіцер російських спецслужб, засуджений у 2021 році в Німеччині до довічного позбавлення волі за вбивство на замовлення Зелімхана Хангошвілі.
- 2. Павло Рубцов — агент ГРУ. У березні 2022 року був заарештований у Польщі, де працював журналістом іспанських видань під ім'ям Пабло Гонсалес, за звинуваченням у шпигунстві на користь Росії. Був впроваджений в оточення Жанни Нємцової. Вирок не ухвалено.
- 3. Вадим Конощенок — полковник ФСБ. Затриманий у жовтні 2022 року в Естонії, а в липні 2023 року був екстрадований до США. Звинувачувався в США в змові з метою закупівлі військових технологій для оборонного сектора Росії в обхід санкцій. Вирок не винесено.
- 4. Роман Селезньов(інші мови) — російський хакер під псевдонімом Track2, син депутата Державної думи Валерія Селезньова. У 2011 році в США йому заочно висунули обвинувачення в кібершахрайстві з метою розкрадання даних банківських карток. У 2014 році він був заарештований на Мальдівах і виданий у США, де в 2017 році був засуджений до 27 років ув'язнення за шахрайство, комп'ютерний злом, зберігання незаконно придбаних банківських карток та розкрадання особистих даних.
- 5. Владислав Клюшин(інші мови) — російський хакер. У вересні 2023 був року був засуджений до 9 років ув'язнення за комп'ютерний злом, шахрайство із застосуванням електронних засобів та шахрайство з цінними паперами. Засновник компанії «М13», що розробила систему моніторингу блогів та ЗМІ «Катюша», яку використовують Адміністрація Президента Росії та Міністерство оборони.
- 6. Михайло Мікушин(інші мови) — полковник ГРУ. У жовтні 2022 року був заарештований у Норвегії за звинуваченням у шпигунстві. Він представився громадянином Бразилії Хосе Ассісом Джаммарією, але у грудні 2023 року повідомив, що росіянином. Вирок не винесено.
- 7, 8 Артем Дульцев та Ганна Дульцева — подружжя, агенти СЗР. 31 липня 2024 року їх засуджено до 1 року та 7 місяців ув'язнення за шпигунство. За версією словенської контррозвідки, подружжя оплачувало роботу інформаторів СЗР у різних кінцях Європи.